# Nariaki Nakayama
Nariaki Nakayama (中山 成彬, Nakayama Nariaki), né le 7 juin 1943 à Kobayashi (Japon), est un homme politique japonais. Membre du Parti libéral-démocrate, il est ministre de l'Éducation, de la Culture, des Sports, des Sciences et de la Technologie entre 2004 et 2005 puis ministre du Territoire, des Infrastructures, des Transports et du Tourisme en 2008.

## Biographie
Nariaki Nakayama est né le 7 juin 1943 à Kobayashi, au Sud du Japon. Il obtient un diplôme en droit à l'université de Tokyo en mars 1966 et entre au ministère des Finances la même année.
Il obtient la place de ministre de l'Éducation, de la Culture, des Sports, des Sciences et de la Technologie lors du remaniement du 88e cabinet le 27 septembre 2004 en remplacement de Takeo Kawamura. Il restera ministre jusqu'au 31 octobre 2005, date à laquelle il est remplacé par Kenji Kosaka.
Le 24 septembre 2008, il devient ministre du Territoire, des Infrastructures, des Transports et du Tourisme du gouvernement Asō et est contraint de démissionner au bout de seulement quatre jours à la suite d'une polémique autour des propos sur l'homogénéité du peuple japonais qu'il a tenus lors de son arrivée au ministère.  